# Свети Димитър (Несебър)
Вижте пояснителната страница за други значения на Свети Димитър.
„Свети Димитър“ е средновековна православна църква в Несебър, България.

## История и архитектура
Църквата "Свети Димитър” се намира в непосредствена близост до Старата митрополия, от северната ѝ страна. Строена е най-вероятно през XI век може би като семейна църква. По план е кръстокуполна, квадратна и триапсидна. Запазени са основите на четирите стълба, които са поддържали купола.
Разкрита е по време на археологически разкопки през 1968 г.